# Shraga Bar
Shraga Bar, né le 24 mars 1948, est un footballeur international israélien, évoluant au poste de défenseur.

## Carrière
Né en Allemagne, il arrive en Israël en 1949. Bar commence sa carrière professionnelle en 1964, avec le Maccabi Netanya. Les premières saisons avec cette équipe sont irrégulières. En effet, le club n'arrive pas à se stabiliser, oscillant entre le haut de tableau comme en 1969 et le ventre mou du championnat.
En 1968, il est sélectionné pour la première fois en équipe nationale et participe aux Jeux olympiques d'été de 1968 sous le maillot israélien. D'ailleurs, il inscrit un but contre le Salvador alors que, plus tôt dans le match, il avait remplacé Yisha'ayahu Schwager. Bar est également sélectionné pour la Coupe du monde 1970 où il joue les trois matchs de la phase de groupes dont deux comme titulaire. 
Le défenseur fait partie de la première équipe de l'histoire du Maccabi Netanya à remporter un championnat d'Israël en 1971. Par la même occasion, il remporte son premier titre national et remporte deux autres championnats, en 1974 et 1978. La saison 1977-1978 voit cette équipe du Maccabi Netanya faire un doublé coupe-championnat. Après cela, il quitte le club pour rejoindre l'Hapoël Ramat Gan, jouant sa dernière saison en professionnel.

## Palmarès
- Champion d'Israël en 1971, 1974 et 1978 avec le Maccabi Netanya ;
- Vainqueur de la Coupe d'Israël en 1978 avec le Maccabi Netanya.